# Chrzest Litwy (obraz Władysława Ciesielskiego)
Chrzest Litwy – obraz olejny namalowany w Paryżu przez polskiego malarza i ilustratora Władysława Ciesielskiego w 1900, znajdujący się w zbiorach Muzeum Narodowego w Warszawie.

## Opis
Wielopostaciowa scena historyczna, skomponowana niczym „żywy obraz” lub przedstawienie teatralne, przedstawia historyczne wydarzenie – przyjęcie chrztu przez Wielkie Księstwo Litewskie w 1387. Chrzest odbywa się w świętym gaju, pod koronami zielonych drzew a jej główne postacie to para królewska Jadwiga Andegaweńska i Władysław II Jagiełło, w otoczeniu dworu. W głębi po lewej biskup wileński Andrzej Jastrzębiec prawą ręką błogosławi lud. Przed królową Jadwigą, która jest najjaśniejszą postacią na obrazie, znajdują się dzieci z kwiatami oraz matki z dziećmi. Jadwiga ma założyć złoty łańcuszek z krzyżykiem stojącej przed nią dziewczynce z bukietem kwiatów. Pośrodku na pierwszym planie klęcząca grupa dziewcząt trzyma bochen chleba i sól. Po prawej stronie obrazu widoczni są ludzie różnego stanu (głównie w strojach chłopskich) z chorągwiami i wieńcem, z łacińskim napisem „Salve Nobis. Polonice Deus”. W środku, w głębi, za drewnianym płotem majaczy postać pogańskiego kapłana kriwego lejącego wodę z dzbana na święty ogień.